# Lista de inscrições ao Oscar de melhor filme de animação em 2005
Esta é lista das inscrições ao Oscar de melhor filme de animação para a edição de 2005, sendo concedido pela primeira vez em 2002. Um longa-metragem de animação é definido pela Academia de Artes e Ciências Cinematográficas com duração de mais de 40 minutos. Três de onze filmes inscritos foram indicados, sendo The Incredibles o ganhador desta edição.

## Inscrições
| Filme                           | Estúdio(s)                                  | Diretor(es)                               | País(es)       | Resultado      |
| ------------------------------- | ------------------------------------------- | ----------------------------------------- | -------------- | -------------- |
| Clifford's Really Big Movie     | Scholastic Entertainment                    | Robert Ramirez                            | Estados Unidos | Não indicado   |
| Ghost in the Shell 2: Innocence | Production I.G Studio Ghibli                | Mamoru Oshii                              | Japão          | Não indicado   |
| Home on the Range               | Walt Disney Feature Animation               | Will Finn John Sanford                    | Estados Unidos | Não indicado   |
| The Incredibles                 | Pixar Animation Studios                     | Brad Bird                                 | Estados Unidos | Ganhou o Oscar |
| The Legend of Buddha            | Pentamedia Graphics Ltd                     | Shamboo Falke                             | Índia          | Não indicado   |
| The Polar Express               | ImageMovers                                 | Robert Zemeckis                           | Estados Unidos | Não indicado   |
| Shrek 2                         | DreamWorks Animation                        | Andrew Adamson Kelly Asbury Conrad Vernon | Estados Unidos | Indicado       |
| Shark Tale                      | DreamWorks Animation                        | Vicky Jenson Bibo Bergeron Rob Letterman  | Estados Unidos | Indicado       |
| Sky Blue                        | Endgame Productions Inc.                    | Kim Moon-saeng                            | Coreia do Sul  | Não indicado   |
| The SpongeBob SquarePants Movie | Nickelodeon Movies United Plankton Pictures | Stephen Hillenburg                        | Estados Unidos | Não indicado   |
| Teacher's Pet                   | Disney Television Animation                 | Timothy Björklund                         | Estados Unidos | Não indicado   |